# Schausiella
Schausiella is een geslacht van vlinders van de familie nachtpauwogen (Saturniidae), uit de onderfamilie Ceratocampinae.

## Soorten
- S. adocimn Dyar, 1914
- S. arpi (Schaus, 1892)
- S. carabaya (Rothschild, 1907)
- S. denhezorum Lemaire, 1969
- S. janeira (Schaus, 1892)
- S. klagesi Rothschild, 1907
- S. longispina (Rothschild, 1907)
- S. moinieri Lemaire, 1969
- S. polybia (Stoll, 1781)
- S. polybioides Bouvier, 1927
- S. santarosensis Lemaire, 1982
- S. schausi Bouvier, 1931
- S. spitzi Travassos, 1958
- S. subochreata (Schaus, 1904)
- S. toulgoeti Lemaire, 1969
- S. vellosoi Travassos, 1958